# Wacław z Lutomierska
Wacław z Lutomierska herbu Zaremba – komornik Władysława I Łokietka na Pomorzu Gdańskim, kasztelan sieradzki w latach 1343–1346, cześnik sieradzki w latach 1336–1339, chorąży sieradzki w latach 1321–1327.
Jako świadek uczestniczył w polsko-krzyżackim procesie warszawskim 1339 roku.